# Salzblume (Schönebeck)

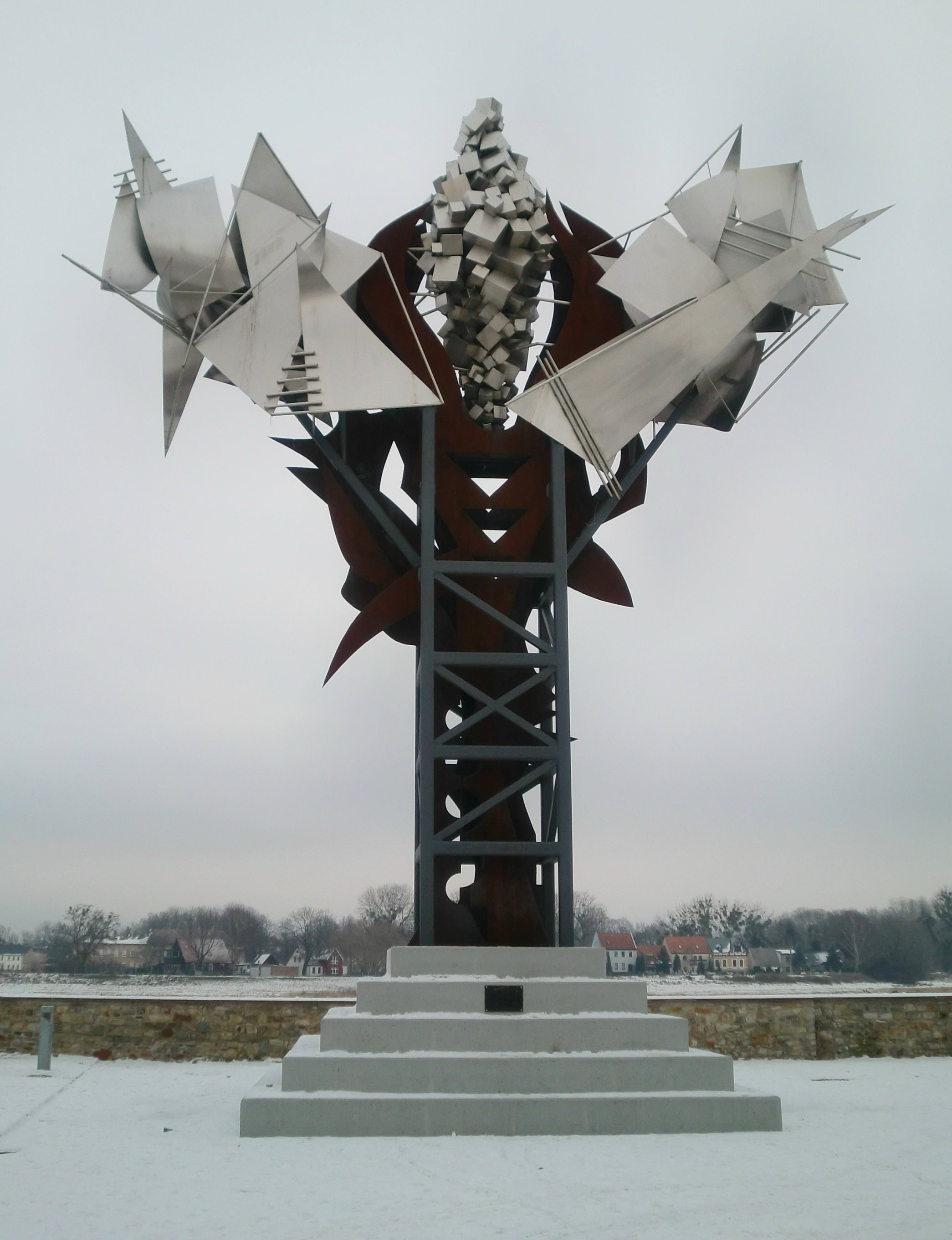
Salzblume

Die Salzblume ist eine Skulptur in Schönebeck (Elbe) in Sachsen-Anhalt.

## Entstehung

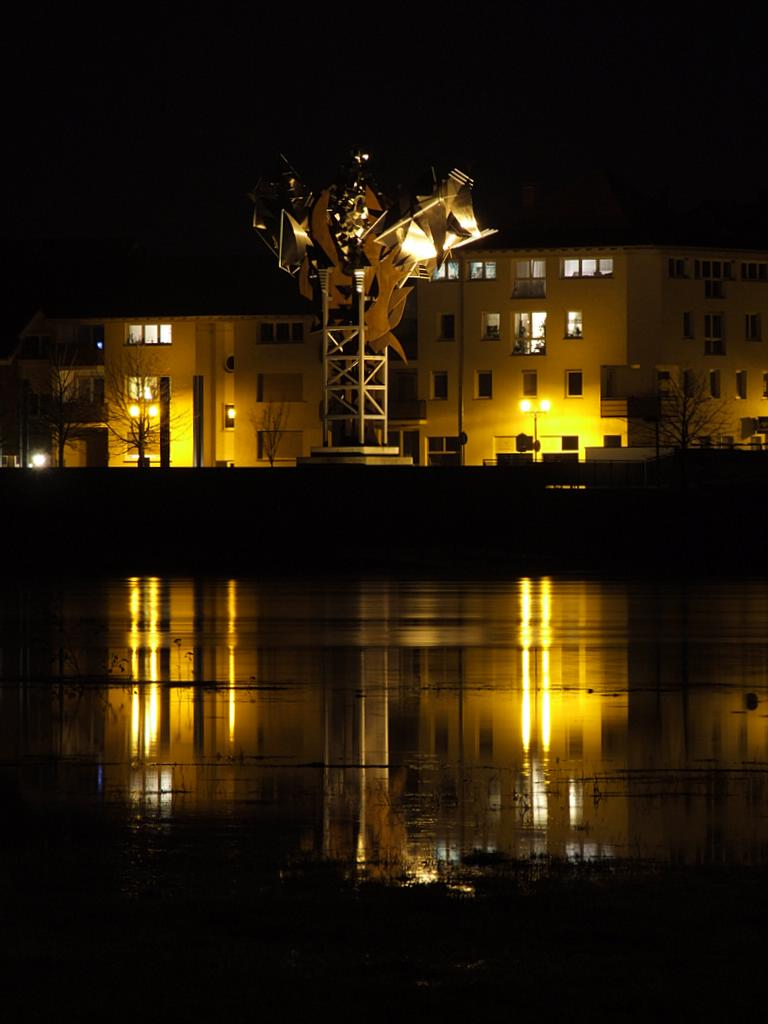
Salzblume bei Nacht von gegenüberliegender Elbseite

Die 16 Meter hohe und 12 Meter breite Skulptur steht unmittelbar am Ufer der Elbe. Sie wurde 1996/97 vom dänischen Künstler Anders Nyborg im Auftrage des Elbufer Förderverein Schönebeck e.V. entworfen. Die 25 Tonnen schwere, aus Eisen und Edelstahl geschaffene Skulptur wurde nach Plänen des Künstlers von der Metallbaufirma Henschel aus Tornitz gefertigt. Das 170 Tonnen schwere Fundament entstand Ende 1996. Die Enthüllung der Plastik erfolgte am 23. Mai 1997.

## Bedeutung
Die Salzblume nimmt in mehrerer Hinsicht Bezug auf Schönebecks Tradition als Ort der Salzgewinnung und des Salzhandels. Das Fundament stellt ein Pfannensalzkristall dar, wie es in den Siedepfannen entstand. Das Tragwerk der Blume ist eine Nachbildung des Fachwerks der alten Salzspeicher, von denen einige etwas weiter südlich erhalten sind. Dreieckige Elemente verweisen auf die drei eng mit dem Salz verbundenen, heute alle zu Schönebeck (Elbe) gehörenden Orte Bad Salzelmen, Frohse und Schönebeck. Die Edelstahlwürfel verstehen sich als Nachbildung eines Steinsalzkristalles aus dem Schönebecker Graf-Moltke-Schacht. Die aus Edelstahl gefertigten Segel erinnern an den Segelschiffsverkehr auf der Elbe und auch an die Schwingen von Möwen.